# Danilo Pereira
Danilo Luís Hélio Pereira (ur. 9 września 1991 w Bissau) – portugalski piłkarz, grający na pozycji pomocnika w saudyjskim klubie Al-Ittihad oraz w reprezentacji Portugalii. Zwycięzca Mistrzostw Europy 2016. Uczestnik Mistrzostw Świata 2022 oraz Mistrzostw Europy 2020 i 2024.

## Kariera klubowa
Urodzony w Bissau (Gwinea Bissau) zawodnik wraz z rodziną wyemigrował do Portugalii w wieku zaledwie 5 lat. Pierwsze kroki w juniorskiej piłce stawiał w trzech klubach z okolic Lizbony, a wiek juniora ukończył jako zawodnik S.L. Benfica.
Benfica nie zdecydowała się jednak na podpisanie z nim zawodowego kontraktu z czego skorzystał włoski zespół Parma F.C. zatrudniając go z wolnego transferu. Drugą połowę sezonu 2010/2011 spędził na wypożyczeniu do Arisu Saloniki. Po powrocie na Stadio Ennio Tardini, zaliczył swój oficjalny debiut w rozgrywkach Serie A, 21 grudnia 2011 wchodząc na boisko pod koniec zremisowanego 3–3 meczu przeciwko Catania Calcio.
Przed sezonem 2012/2013 Pereira znów został wypożyczony. Spędził cały sezon w zespole Roda JC Kerkrade, będąc podstawowym zawodnikiem drużyny walczącej o uniknięcie relegacji w rozgrywkach Eredivisie. 1 sierpnia 2013 Danilo rozwiązał umowę z Parmą i powrócił do Portugalii zostając zawodnikiem C.S. Marítimo.
Dzięki dwóm sezonom dobrych występów w klubie z Madery, 2 lipca 2015 roku Danilo podpisał czteroletni kontrakt z FC Porto. Kwota transferu nie została ujawniona, jednak poinformowano, że w kontrakcie, zawodnika urodzonego w Gwinei Bissau zapisana została klauzula wykupu w kwocie 40 milionów Euro.

## Kariera reprezentacyjna
Pereira zdecydował się reprezentować Portugalię w meczach międzynarodowych. Znalazł się w składzie kadry do lat 20, która zajęła drugie miejsce podczas Mistrzostw Świata do lat 20 w 2011 roku, rozgrywanych w Kolumbii. Wystąpił tam we wszystkich siedmiu meczach (6 rozegrał w pełnym wymiarze czasowym), a także zdobył bramkę w półfinałowym meczu przeciwko  Francji.
Pereira zadebiutował także w seniorskiej kadrze Portugalii, 31 marca 2015 kiedy zmienił na boisku innego debiutanta Bernardo Silve w 62. minucie przegranego 0-2 meczu towarzyskiego przeciwko Republice Zielonego Przylądka w Estoril.

## Osiągnięcia

### Reprezentacja
- Mistrzostwa Świata U-20: Finalista 2011
- Mistrzostwa Europy 2016:  Złoto